# Glecia Bear
Pour les articles homonymes, voir Bear.
Glecia Bear ou Nehiyaw (29 avril 1912 -septembre 1998) est une raconteuse de contes Cris et une écrivaine pour enfants avec Freda Ahenakew (en).